# Schwarzenbach (Ischl)
Der Schwarzenbach, als Ganzes, insbesondere aber am Oberlauf, auch Moosbach, ist ein kleiner Bach bei Sankt Wolfgang im Salzkammergut in Oberösterreich. Er entwässert den Schwarzensee am Schafberg.

## Landschaft und Lauf
Der etwa 7½ km lange Bach entspringt in dem Feuchtgebiet der Moosalm, am Ostfuß des Schafbergs, in der Einsattelung der Schafberggruppe zum Leonsberg (Zimnitz), südlich des Attersee-Südufers.
Er bildet sich im 70 Hektar großen Flach- und Hochmoor der Moosalm, auf um die 770–740 m ü. A.  Am Nordrand der Moosalm bei der Moosalmstube liegt die Einsattelung (Kote 772 m ü. A.), der Burggraben geht dann schon zum Attersee bei Burgbachau. Der Schwarz-/Moosbach rinnt Richtung Süden, zum Wolfgang-/Ischltal. Im Südbereich der Moosalm nimmt er den Breitenbergbach (Breitenberggraben) vom Breitenberg (1412 m ü. A.) auf.
Der Bach erreicht dann die Grafenalm (mit Bacherlalm), hier kommt der Aschergraben vom Schafberg, unterhalb des Mönichsees am Törlspitz (dieser Bach wird auch als Schwarzenbach geführt). Südlich dieser Alm mündet der Schwarzen-/Moosbach in den Schwarzensee (714 m ü. A. ⊙), einem etwa 1½ Kilometer langen Bergsee. Insbesondere dieser Oberlauf wird Moosbach genannt.
In den Schwarzensee rinnt auch der Hofalmbach vom Vormauerstein als Zubringer.
Beim Schwarzensee-Gasthaus verlässt der Bach den See wieder (⊙). Er durchrinnt zwischen Strubeck (850 m ü. A.) und Lugberg (916 m ü. A.) ein 1½ Kilometer langes Klammtal. Entlang dieser Klamm führt der Wirersteig als direkter Zugang zum Schwarzensee. Am Ausgang der Klamm befindet sich das Krafthaus des Schwarzensee-Kleinkraftwerks, das den See als Speicher benutzt.
Bei Schwarzenbach tritt der Bach in den Talgrund des Wolfgangtals und passiert den Bürgl[stein] östlich. Er mündet bei den Ortslagen Bürglstein/Mönichsreith und Seethurn, unterhalb der St. Wolfganger Straße (L546A/L116, Strobl – St. Wolfgang) auf 537 m ü. A. von links in die Ischler Ache (Ischl). Letztere bildet dort die Landesgrenze zu Salzburg. Direkt oberhalb mündet der Tiefenbach.

## Geologie und Natur

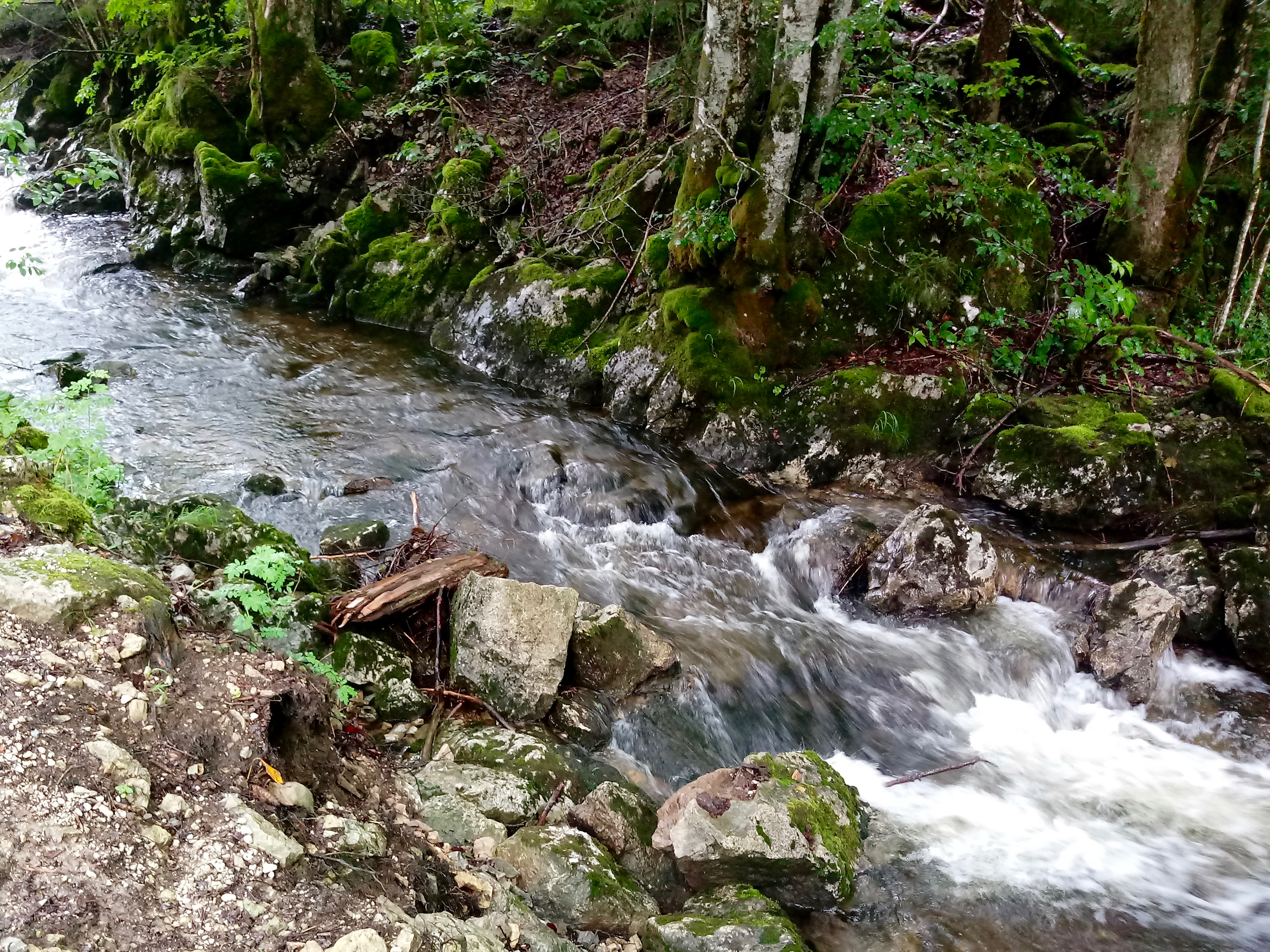
Schwarzenbach

Der Raum am oberen Schwarzen-/Moosbach, das Schwarzenseebecken, ist eine vom Wolfgangseegletscher in seinem Seitenarm des Atterseegletschers ausgefräste Eintiefung.
Auf dem Niveau von Schafberg- und Vormaueralm wie auch der Gipfelflur von Spitzeck, Hofwand und Breitenberg, auf um 1300–1400 m ü. A., dürfte der ältesten Talboden des Wolfgangseegebietes liegen. Der Bergzug Strubeck–Lugberg–Gartenwand, auf um 800–900 m ü. A., stellt wohl ein jüngeres Talbodenniveau dar. Bei später schwächerem Eisstrom brach die Versorgung des Atterseegletschers dann zusammen, der periglaziale Wolfgangseegletscher tiefte nurmehr das Haupttal ein, sodass die Entwässerung des Schwarzenseebeckens – und auch der Haleswiessee-Senke östlich (dieser See selbst ist aber eine Karstpolje) – in Klammen durch den Altboden brach.
Der Raum der Attersee-Wasserscheide ist Hirlatz-Formation, der des Schwarzenseebeckens Plattenkalk, der der Klamm Plassenkalk.
Moosalm wie Schwarzensee sind Naturschutzgebiete. Ersteres Gebiet ist ein nacheiszeitliches Verlandungsmoor, der Schwarzensee ist über 50 m tief.